# Далшьофорш
Далшьофорш (на шведски: Dalsjöfors) е град в югозападната част на Швеция, лен Вестра Йоталанд, община Бурос. Намира се на около 380 km на югозапад от столицата Стокхолм, на около 80 km на изток от центъра на лена Гьотеборг и на 11 km на изток от общинския център Бурос. Има жп гара. Населението на града е 3702 жители, по приблизителна оценка от декември 2017 г.